# Trigona necrophaga
Trigona necrophaga är en biart som beskrevs av Camargo och Roubik 1991. Trigona necrophaga ingår i släktet Trigona och familjen långtungebin. Inga underarter finns listade i Catalogue of Life.